# Teresa Łubieńska
Teresa Łubieńska ze Skarżyńskich h. Bończa (ur. 18 kwietnia 1884 w majątku Rybie, zm. 25 maja 1957 w Londynie) – działaczka społeczna, porucznik Armii Krajowej.

## Życiorys
Urodziła się w rodzinie Wacława Skarżyńskiego h. Bończa (1847–1913) i Krystyny Doroty z Gołębiowskich. Wychowanka Sióstr Niepokalanek w Gimnazjum nr 11 w Jarosławiu. Następnie w Krakowie studiowała literaturę i historię na Uniwersytecie Jagiellońskim oraz była słuchaczką artystycznych Kursów Wyższych im. Baranieckiego. 15 kwietnia 1902 r. wyszła za mąż za Edwarda Łubieńskiego (1871–1919), ziemianina i przedstawiciela nieutytułowanej gałęzi rodu. W 1906 r. w rodzinnym majątku Łaszowie urodził im się syn, Stanisław, a w 1910 r. córka, Izabela. Po zamieszkaniu w Warszawie udzielała się społecznie. W czasie I wojny światowej działała w organizacji polskiego Czerwonego Krzyża. Związana była z harcerstwem oraz środowiskiem 14 pułku Ułanów Jazłowieckich. Owdowiała w 1919 r. (mąż zginął podczas wojny polsko-bolszewickiej). Syn, który był dyplomowanym rotmistrzem, zginął w kampanii wrześniowej. W latach 20. była skarbniczką Koła Przyjaciół Harcerstwa.
Jesienią 1939 r. mieszkała w Warszawie przy ulicy 6 sierpnia 4/6, nad Placem Zbawicela. W czasie okupacji z jej mieszkania na Placu Zbawiciela w Warszawie, organizowała pomoc dla ludności. Tam też spotykała się konspiracja. Współpracowała m.in. ze znajomym syna Stefanem Witkowskim i innymi członkami organizacji Muszkieterzy. W konspiracji używała pseudonimu „33”. W jej mieszkaniu zlokalizowana była pierwsza główna kwatera tej organizacji, która w tamtym czasie skupiona była na pomocy żołnierzom uciekającym z niewoli oraz legalizacji ich pobytu. Pomogli m.in. Stefanowi Roweckiemu ps. Grot.
Poprzez zdradę, 11 listopada 1942 r. aresztowano ją i zabrano na Pawiak. Przeszła przez obozy w Auschwitz oraz w Ravensbrück, gdzie interwencja szwedzkiego Czerwonego Krzyża ochroniła ją przed wykonaniem wyroku śmierci. Po wojnie dostała się do Wielkiej Brytanii. W Londynie działała o odszkodowanie dla byłych jeńców. Teresa Łubieńska była jednym z najbliższych przyjaciół Krystyny Skarbek, wśród obecnych na jej pogrzebie na cmentarzu Kensal Green w Londynie.

## Śmierć
Teresa Łubieńska została zasztyletowana 24 maja 1957 r. w Londynie na przystanku kolejki podziemnej Piccadilly line przy Gloucester Road, w drodze do domu po przyjęciu u znajomych w dzielnicy Ealing. W metrze towarzyszył jej znajomy polski duchowny, który wysiadł o przystanek wcześniej. Kilka dni przed swoją śmiercią miała zgłosić się na policję informując, że czuje się zagrożona i obawia się o swoje życie. Policja londyńska przeprowadziła 18 tys. wywiadów w czasie dochodzeń.
Śmierć Teresy Łubieńskiej pozostaje zagadką. Zmarła w szpitalu Saint Mary Abbots na Kensington w nocy 25 maja. Została pochowana na cmentarzu Brompton w Londynie.

## Ordery i odznaczenia
- Złoty Krzyż Zasługi (13 lipca 1939)[8]
- Srebrny Krzyż Zasługi (13 września 1926)[4]